# Tanymastigites brteki
Tanymastigites brteki är en kräftdjursart som beskrevs av Thiéry 1986. Tanymastigites brteki ingår i släktet Tanymastigites och familjen Tanymastigiidae. Inga underarter finns listade i Catalogue of Life.